# La Colonia, Sinaloa
La Colonia är en ort i Mexiko.   Den ligger i kommunen Navolato och delstaten Sinaloa, i den västra delen av landet, 1 100 km nordväst om huvudstaden Mexico City. La Colonia ligger 8 meter över havet och antalet invånare är 295.
Terrängen runt La Colonia är mycket platt. Runt La Colonia är det ganska tätbefolkat, med 155 invånare per kvadratkilometer. Närmaste större samhälle är Navolato, 10,2 km öster om La Colonia. Omgivningarna runt La Colonia är en mosaik av jordbruksmark och naturlig växtlighet.